# Medaglia Žukov
La medaglia Žukov (in russo Медаль Жукова?) è un premio statale della Federazione Russa dedicato al generale e politico Georgij Konstantinovič Žukov.

## Storia
La medaglia è stata istituita il 9 maggio 1994.

## Assegnazione
La medaglia è assegnata a soldati per coraggio e altruismo personale nella lotta per la protezione della patria e degli interessi pubblici della Federazione Russa, per la distinzione nel portamento militare durante il servizio, per l'attenzione e la partecipazione attiva ad esercitazioni e manovre, per prestazioni eccellenti nell'addestramento al combattimento.

## Insegne
- La medaglia è di ottone e raffigura, nel dritto, il busto del maresciallo Žukov, sulla sua uniforme, quattro stelle di Eroe dell'Unione Sovietica e una stella da maresciallo intorno al collo. Sotto il busto lungo la circonferenza interna della medaglia, troviamo due rami di quercia e alloro. Sopra il busto, lungo la circonferenza esterna della medaglia, vi è la scritta in rilievo "Georgij Žukov" (in russo "ГЕОРГИЙ ЖУКОВ"). Nel rovescio originale della medaglia vi era, come previsto dalla Decreto del Presidente della Federazione Russa del 6 marzo 1995, n 243, l'iscrizione "1896-1996" e rami di quercia e di alloro in basso. Alcuni produttori hanno fabbricato una variante della medaglia con una scritta più piccola (1896 - 1996) e ha aggiunto in rilievo il numero di serie.
- Il nastro è per metà rosso mentre l'altra metà riprende il nastro dell'Ordine di San Giorgio.

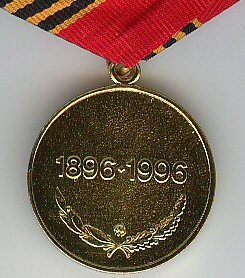
Rovescio della medaglia

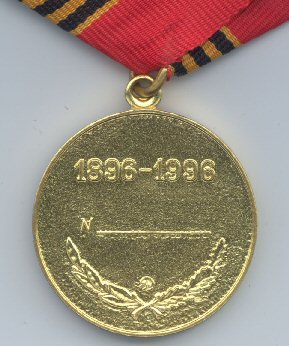
Variante del rovescio della medaglia